# IFK Norrköping
IFK Norrköping este un club de fotbal din Norrköping, Suedia care evoluează în Allsvenskan.

## Palmares
- Campioană Suediei:
  - Câștigătoare: 1942–43, 1944–45, 1945–46, 1946–47, 1947–48, 1951–52, 1955–56, 1956–57, 1960, 1962, 1963, 1989, 2015

- Allsvenskan:
  - Câștigătoare (12): 1942–43, 1944–45, 1945–46, 1946–47, 1947–48, 1951–52, 1955–56, 1956–57, 1960, 1962, 1963, 1992, 2015
  - Finalistă (9): 1952–53, 1957–58, 1959, 1961, 1966, 1987, 1989, 1990, 1993

- Mästerskapsserien:
  - Finalistă (2): 1991, 1992

- Allsvenskan play-off:
  - Câștigătoare (1): 1989
  - Finalistă (2): 1984, 1990

- Svenska Cupen:
  - Câștigătoare (6): 1943, 1945, 1968–69, 1987–88, 1990–91, 1993–94
  - Finalistă (4): 1944, 1953, 1967, 1971–72